# Морфлюк Валерій Федорович
Морфлюк Валерій Федорович — заступник директора з наукової роботи Видавничо-поліграфічного інституту НТУУ «КПІ» з наукової роботи, д.т.н., професор, членом  спеціалізованої вченої ради ДАК України Д26.002.10 у ВПІ НТУУ «КПІ» та Д35.101.01(м. Львів) із захисту кандидатських і докторських дисертацій за спеціальністю 05.05.01 — машини і процеси поліграфічного виробництва, членом редакційної колегії збірника наукових праць «Технологія і техніка друкарства», який видається на ВПІ НТУУ «КПІ». Керує науково-дослідною тематикою за напрямом нові матеріали і технології. Виступає опонентом дисертаційних робіт та рецензентом монографій, підручників і наукових статей.
Народився — 07.05.1947 р., м. Київ.
Помер — 23.10.2016 р.
Закінчив КПІ у 1971 р.
Захистив кандидатську дисертацію у 1987 р. на тему: «Программное обеспечение технических средств формирования параметров объектов моделирования САПР РЭА».
Одержав вчене звання доцента у 1994 р.
Захистив докторську дисертацію у 2010 р. на тему: «Наукові основи об'єктивного цифрового визначення та стабілізації параметрів технологічних процесів рулонних друкарських машин».
Одержав вчене звання професора у 2013 р.
Працював у наступних наукових установах: Інститут УкрНДІПластмаш, Інститут проблем міцності  НАН України, НТУУ «КПІ».
23 жовтня 2016 року на 69 році життя помер видатний професор та педагог Морфлюк Валерій Федорович.      

## Тематика досліджень
- Дослідження характеристик волокнистих матеріалів та розробка  композиційного  складу  паперу   для  друку  офортів
- Створення нових очищувальних технологічних розчинів для якісного багатофарбового репродукування
- Розробка та дослідження композиційного складу УФ-лаку для оптимізації технологічного процесу лакування друкованої продукції по сирому
- Розробка та дослідження засобів автоматизації програмування для управління обладнанням у інтерфейсі канал загального користування
- Розробка програмно–технічних засобів сполучення на базі волоконно–оптичних ліній зв'язку для створення систем реального часу
- Розробка та дослідження засобів потокової передачі та обробки інформації вимірювальних приладів
- Розробка  автоматизованої системи керування натягом полотна паперу або плівки  для  флексографічних друкарських машин
- Розробка засобів автоматизації стрічкопровідних підсистем рулонних друкарських машин

## Наукові інтереси
Побудова програмно–технічних засобів автоматичного вимірювання та аналізу технологічних параметрів на основі програмних засобів з проблемною орієнтацією  у реальному масштабі часу.

## Досягнення
За результатами досліджень має близько 100 публікацій, з них одна монографія, один навчальний посібник, біля 55 статей, опублікованих у фахових виданнях, 10 патентів України, 11 методичних вказівок до виконання лабораторних та практичних занять, 25 доповідей на конференціях різного рівня.

## Основні публікації за період 2009—2014 р.р

### Монографії
Морфлюк В. Ф. Цифрове визначення та стабілізація параметрів технологічних процесів у рулонних друкарських машинах / В. Ф. Морфлюк. — К. : ВПЦ «Київ. політехніка», 2009. — 164 с.

### Навчальний посібник
Морфлюк В. Ф. Проблемно-орієнтовані засоби цифрового управління процесом друку / В. Ф. Морфлюк [Текст]: навч. посібник з грифом НТУУ «КПІ». — К.: НТУУ «КПІ», 2012. — 216 с.

### Статті у фахових виданнях, затверджених Переліком ВАК України
1. Морфлюк В. Ф. Інтегрований метод цифрового визначення параметрів стабілізації суміщення фарб у аркушепередавальних системах  / В. Ф. Морфлюк, І. С. Карпенко // Львів, Зб.наук.праць «Поліграфія і видавнича справа», 2014.—  № 1-2 .- C. 75-81
2. Програмно-апаратні засоби моделювання процесів суміщення фарб у аркушевих друкарських машинах / В. Ф. Морфлюк, І. С. Карпенко //     Львів, Зб.наук.праць «Наукові записки», 2014.—    № 1-2 .- C. 16-23
3. Морфлюк В. Ф. Дослідження моделей процесів стабілізації параметрів суміщення фарб у аркушепередавальних системах / В. Ф. Морфлюк, І. С. Карпенко //Технологія і техніка друкарства: зб. наук. праць. Видав.-поліграф. і-т НТУУ «КПІ». — К.: ВПІ НТУУ «КПІ». — 2014. —№ 1. — C.30-36.
4. Морфлюк В. Ф. Алгоритм об'єктивного цифрового визначення параметрів суміщення фарб у аркушепередавальних системах / В. Ф. Морфлюк, І. С. Карпенко //Технологія і техніка друкарства: зб. наук. праць. Видав.-поліграф. і-т НТУУ «КПІ». — К.: ВПІ НТУУ «КПІ». — 2013. — № 4. — С. 102—107.
5. Морфлюк В. Ф., Чуркін В. В. Об'єктивне визначення електропровідності зволожувального розчину // Технологія і  техніка друкарства: зб. наук. праць. Видав.-поліграф. і-т НТУУ «КПІ». — К.: ВПІ НТУУ «КПІ». — 2013. — № 1. — С. 106—111.
6. Морфлюк В. Ф. Цифровой контроль параллельности переднего края листа в листовых печатных машинах / В. Ф. Морфлюк, И. С. Карпенко // Труды БГТУ. — 2013. — № 8: Издат. дело и полиграфия. — С. 43-47.
7. Морфлюк В. Ф.  Об'єктивне цифрове визначення нормованих розмірно-структурних властивостей паперу для офсетного друку / В. Ф. Морфлюк, Бенделовскій С. В., Морфлюк-Щур В. В. //Технологія і техніка друкарства: зб. наук. праць -Київ: ВПІ НТУУ «КПІ», 2013.—№ 4.- C.53-60.
8. Морфлюк В. Ф., Сіряк Ю. І. Об'єктивний аналіз впливу чинників на якість створення електронного альбому раритетних репродукцій // Технологія та техніка друкарства. Збірн.наук.праць. Видав.-поліграф. і-т НТУУ «КПІ».-2013. № 1.- С.27-33.
9. Морфлюк В. Ф., Морфлюк-Щур В. В. Цифровий контроль статистичного вимірювання LAB координат для об'єктивного цифрового визначення кольорового відхилення / В. Ф. Морфлюк, В. В. Морфлюк-Щур // Наукові записки: наук.-техн. зб. Укр. акад. дру-ва. — 2012. — № 2 (39). — С.139-143.
10. Морфлюк В. Ф., Чуркін В. В. Статистичне визначення параметрів зволожувальних розчинів при друкуванні гібридними фарбами // Технологія та техніка друкарства: зб. наук. праць. Видав.-поліграф. і-т НТУУ «КПІ». — К.: ВПІ НТУУ «КПІ». — 2011. — № 4. — С.27-33.
11. Морфлюк В. Ф., Волкова І. С. Комп'ютеризація процесів подачі аркушів у листових друкарських машинах / В. Ф. Морфлюк, І. С. Волкова // Технологія і техніка друкарства: зб. наук. праць. Видав.-поліграф. і-т НТУУ «КПІ». — К.: ВПІ НТУУ «КПІ». — 2011. — № 4. — С.109-116.
12. Киричок П. О. Структурна побудова мультизадачності процесів визначення та стабілізації технологічних параметрів у рулонних друкарських машинах / П. О. Киричок, В. Ф. Морфлюк // Технологія та техніка друкарства: зб. наук. пр. / Вид.-полігр. ін-т НТУУ «КПІ». — 2009. — № 1/2. — С. 56–62.
13. Морфлюк В. Ф. Автоматизація процесу підготовки друкарського аркушу на основі машино-орієнтованих програмних засобів / В. Ф. Морфлюк, М. В. Оніщук // Технологія та техніка друкарства: зб. наук. пр. / Вид.-полігр. ін-т НТУУ «КПІ». –2009. — № 3. — С 8–13.
14. Морфлюк В. Ф. Автоматизація визначення оптичних характеристик фотополімерних композицій УФ-лаків і лакованих відбитків / В. Ф. Морфлюк, В. В. Чуркін, К. Д. Стеценко // Технологія та техніка друкарства: зб. наук. пр. / Вид.-полігр. ін-т НТУУ «КПІ». — 2009. — № 4.– С. 16–23.

### Основні навчально-методичні праці
1. Морфлюк В. Ф. ЕОМ  і мікропроцесорні системи: Конспект лекцій для студентів напряму підготовки 6.051501 «Видавничо-поліграфічна права». Електронне навчальне видання, К.: НТУУ «КПІ», 2014. — 114 с[2].
2. Морфлюк В. Ф., Чуркін В. В.  ЕОМ і мікропроцесорні системи. Методичні вказівки до виконання практичних робіт для студентів напряму підготовки 6.051501 «Видавничо-поліграфічна справа». Навчальне  видання, — К.: НТУУ «КПІ», 2012, -  56 с.[3]
3. Чуркін В. В., Морфлюк В. Ф.  Схемотехніка ЕОМ.  Методичні вказівки до виконання практичних робіт для студентів напряму підготовки 6.051501 «Видавничо-поліграфічна справа». Навчальне видання, «КПІ», — К.: НТУУ «КПІ», 2012, -  72 с.[4]

### Інше
- Автоматизація процесу підготовки друкарського аркушу на основі машинноорієнтованих програмних засобів [Архівовано 12 січня 2018 у Wayback Machine.] / М. В. Онищук, В. Ф. Морфлюк // Технологія і техніка друкарства: збірник наукових праць. — 2009. — Вип. 3(25). — С. 8–13. — Бібліогр.: 12 назв.
- Морфлюк В. Ф. Автоматизація процесів подачі аркушів у листових друкарських машинах [Архівовано 12 січня 2018 у Wayback Machine.] / В. Ф. Морфлюк, І. С. Карпенко // Технологія і техніка друкарства: збірник наукових праць. — 2012. — Вип. 1(35). — С. 40–45. — Бібліогр.: 8 назв.
- Морфлюк В. Ф. Морфлюк В. Ф. Автоматизація процесів статистичного визначення натягу полотна паперу у рулонних друкарських машинах [Архівовано 12 січня 2018 у Wayback Machine.] / В. Ф. Морфлюк // Технологія і техніка друкарства: збірник наукових праць. — 2008. — Вип. 1 (19). — С. 89–96.
- Морфлюк В. Ф. Автоматизація процесів цифрового визначення технологічних параметрів повітряно вакуумної системи подачі аркушів [Архівовано 12 січня 2018 у Wayback Machine.] / В. Ф. Морфлюк, І. С. Карпенко / Технологія і техніка друкарства: збірник наукових праць. — 2012. — Вип. 4(38). — С. 52–58.
- Морфлюк В. Ф. Дослідження процесів об'єктивного статистичного визначення бокового зміщення полотна у вузькорулонних флексографічних друкарських машинах [Архівовано 12 січня 2018 у Wayback Machine.] / В. Ф. Морфлюк // Технологія і техніка друкарства: збірник наукових праць. — 2011. — Вип. 1(31). — С. 112—119.
- Морфлюк В. Ф. Засоби цифрового визначення та стабілізації паралельності переднього краю листа у листових друкарських машинах [Архівовано 12 січня 2018 у Wayback Machine.] / В. Ф.  // Технологія і техніка друкарства: збірник наукових праць. — 2011. — Вип. 3(33). — С. 35–40.
- Морфлюк В. Ф. Об'єктивне визначення кута відхилення пристрою натягу полотна паперу та його стабілізація у рулонних друкарських машинах [Архівовано 12 січня 2018 у Wayback Machine.] / В. Ф. Морфлюк // Технологія і техніка друкарства: збірник наукових праць. — 2012. — Вип. 2(36). — С. 34–40.
- Температурна стабілізація процесів суміщення фарб у рулонних друкарських машинах [Архівовано 12 січня 2018 у Wayback Machine.] / П. О. Киричок, В. Ф. Морфлюк, В. Г. Олійник // Технологія і техніка друкарства: збірник наукових праць. — 2008. — Вип. 2 (20). — С. 158—164.
- Морфлюк В. Ф. Засоби цифрового визначення та стабілізації температурного режиму сушильного апарата друкарських машин [Архівовано 12 січня 2018 у Wayback Machine.] / В. Ф. Морфлюк, Є. В. Сироватка // Технологія і техніка друкарства: збірник наукових праць. — 2015. — Вип. 4(50). — С. 35–46.
- Морфлюк В. Ф. Метод статистичного оцінювання та визначення часових параметрів моделей суміщення фарб у друкарських машинах [Архівовано 12 січня 2018 у Wayback Machine.] / В. Ф. Морфлюк, І. С. Карпенко // Технологія і техніка друкарства: збірник наукових праць. — 2015. — Вип. 1(47). — С. 12–17.
- Морфлюк В. Ф. Цифрова система контролю та стабілізації температурного режиму друкарських циліндрів для підтримки точності суміщення фарб [Архівовано 12 січня 2018 у Wayback Machine.] / В. Ф. Морфлюк, В. В. Чуркін, Г. В. Балабух // Технологія і техніка друкарства: збірник наукових праць. — 2015. — Вип. 2(48). — С. 75–82.
- Морфлюк В. Ф. Цифрова система інтегрального контролю суміщення фарб в аркушевих друкарських машинах [Архівовано 12 січня 2018 у Wayback Machine.] / В. Ф. Морфлюк, І. С. Карпенко // Технологія і техніка друкарства: збірник наукових праць. — 2016. — Вип. 1(51). — С. 113—118.
- Морфлюк В. Ф. Морфлюк, В. Ф. Цифрові засоби статистичного визначення та формування бази даних характеристик зволожувальних розчинів з антибактеріальними властивостями [Архівовано 12 січня 2018 у Wayback Machine.] / В. Ф. Морфлюк, І. С. Карпенко, В. В. Чуркін // Технологія і техніка друкарства: збірник наукових праць. — 2016. — Вип. 2(52). — С. 75–84.
- ЕОМ і мікропроцесорні системи [Електронний ресурс: методичні вказівки до виконання комп'ютерного практикуму для студентів напряму підготовки 6.051501 Видавничо-поліграфічна справа денної форми навчання] [Архівовано 12 січня 2018 у Wayback Machine.] / НТУУ КПІ ; уклад. В. В. Чуркін, В. Ф. Морфлюк. — Електронні текстові дані (1 файл: 1,44 Мбайт). — Київ: НТУУ КПІ, 2015. — 55 с.
- Контроль зволоження цифровими методами [Електронний ресурс: цикл лекцій та комп'ютерних практикумів для студентів спеціальності 186 Видавництво та поліграфія, спеціалізацій Технології електронних мультимедійних видань та Цифрові технології репродукування з дисципліни Автоматизація видавничо-поліграфічних виробництв-1: Проблемно-орієнтовні засоби управління] [Архівовано 12 січня 2018 у Wayback Machine.] / НТУУ КПІ ім. Ігоря Сікорського ; уклад. В. Ф. Морфлюк, В. В. Чуркін, І. С. Карпенко. — Електронні текстові данні (1 файл: 94,29 Кбайт). — Київ: НТУУ КПІ ім. Ігоря Сікорського, 2016. — 34 с.
- Системне програмування та операційні системи [Електронний ресурс: методичні вказівки до виконання комп'ютерного практикуму для студентів напряму підготовки 6.051501 Видавничо-поліграфічна справа денної форми навчання] [Архівовано 12 січня 2018 у Wayback Machine.] / НТУУ КПІ ; уклад. В. Ф. Морфлюк, І. С. Карпенко. — Електронні текстові дані (1 файл: 245 Кбайт). — Київ: НТУУ КПІ, 2015. — 39 с.
- Схемотехніка ЕОМ [Електронний ресурс: методичні вказівки до виконання практичних робіт для студентів напряму підготовки 6.051501 Видавничо-поліграфічна справа денної форми навчання] [Архівовано 2 квітня 2015 у Wayback Machine.] / НТУУ КПІ ; уклад. В. В. Чуркін, В. Ф. Морфлюк. — Електронні текстові дані (1 файл: 1,28 Мбайт). — Київ: НТУУ КПІ, 2011.
- Схемотехніка ЕОМ [Електронний ресурс: методичні вказівки до виконання комп'ютерного практикуму для студентів напряму підготовки 6.051501 Видавничо-поліграфічна справа денної форми навчання] [Архівовано 12 січня 2018 у Wayback Machine.] / НТУУ КПІ ; уклад. В). В). Чуркін, В). Ф). Морфлюк. — Електронні текстові дані (1 файл: 1,25 Мбайт). — Київ: НТУУ КПІ, 2015. — 70 с.
- Морфлюк В. Ф. Мікропроцесорні засоби регулювання бокового зміщення задрукованого полотна у вузькорулонних флексографічних машинах / В. Ф. Морфлюк // Технологія та техніка друкарства: зб. наук.пр. / Вид. — полігр. ін-т НТУУ КПІ. — 2011. — № 1. — С. 112—119.
- Визначення та стабілізація технологічних параметрів рулонних друкарських машин у паралельному режимі обробки / В. Ф. Морфлюк, А. В. Пархоменко // Поліграфія і видавнича справа. УАД. — 2012. № 2. — С.37-41.
- Морфлюк В. Ф. Об'єктивне цифрове ви-значення нормованих розмір-но-структурних властивостей паперу для офсетного друку / В. Ф. Морфлюк, С. В. Бенделовскій, В. В. Морфлюк-Щур //Технологія і техніка друкарства: зб. наук. праць -Київ: ВПІ НТУУ КПІ, 2013.—№ 4. — C.53-60.
- Метод статистичного оці-нювання та визначення часо-вих параметрів моделей сумі-щення фарб у друкарських машинах / В. Ф. Морфлюк, І. С. Карпенко // Технологія і техніка друкарства. Збірн.наук.праць. Видав.- поліграф. і-т НТУУ КПІ. — 2015. № 1. — С. 12-17.
- Цифрова система інте-грального контролю суміщен-ня фарб в аркушевих дру-карських машинах / В. Ф. Морфлюк, І. С. Карпенко // Технологія і техніка друкарства. Збірн.наук.праць. Видав. — поліграф. і-т НТУУ КПІ. — 2016. № 1. — С. 30-36.
- [Архівовано 12 січня 2018 у Wayback Machine.] Алгоритм об'єктивного цифрового визначення параметрів суміщення фарб у аркушепередавальних системах / В. Ф. Морфлюк, І. С. Карпенко. — 2013.
- Статистичне визначення параметрів зволожувальних розчинів при друкуванні гібридними фарбами [Архівовано 12 січня 2018 у Wayback Machine.] / В. Ф. Морфлюк, В. В. Чуркін. — ВПІ НТУУ КПІ. — 2011.
- Цифровой контроль параллельности переднего края листа в листовых печатных машинах [Архівовано 11 січня 2018 у Wayback Machine.] / В. Ф. Морфлюк, И. С. Карпенко. — БГТУ . — 2013.

## Викладав наступні дисципліни
1. Системне програмування та операційні системи;
2. Проблемно-орієнтовані засоби управління;
3. ЕОМ і мікропроцесорні системи.